# Shigella boydii
Shigella boydii är en gramnegativ bakterie i släktet Shigella.